# WK League
Die WK League ist eine Frauenfußballliga im südkoreanischen Fußball. Sie wurde 2009 gegründet und umfasst aktuell acht Fußballfranchises. Sie ist die höchste Frauenfußballliga in Südkorea.

## Geschichte
Die WK League wurde 2008 gegründet. Die Liga umfasste damals 6 Mannschaften, von denen bis heute nur noch 4 Vereine in der Liga teilnehmen. Bis zum Ende der Spielzeit 2013 trugen die Vereine ihre Heimspiele in meist 3 von der KFA ausgewählten Stadien ihre Spiele für die Saison aus. Dies wurde 2014 abgeändert. Seitdem spielen die Vereine in ihren eigenen Stadien im Hin- und Rückrunden-Modell. Aktuell umfasst die Liga 8 Vereine. In der Vergangenheit schwankte die Zahl der teilnehmenden Vereine zwischen 7 und 8 Mannschaften. Einige Teams sind zudem in der Zwischenzeit umgezogen. So  z. B. Boeun Sangmu WFC, Gumi Sportstoto und Icheon Daekyo WFC. Boeun Sangmu WFC ist zudem ein Militärfranchise, welches nur wehrpflichtige Fußballspielerinnen verpflichtet.

## Ligaformat
Die Teams spielen insgesamt viermal in einer Saison gegeneinander. Die besten drei Teams qualifizieren sich für das Meisterschaftsturnier. Die Teams auf Platz 2. und 3. spielen im Halbfinale gegeneinander. Der Gewinner dieses Spieles qualifiziert  sich für das Finale. Das Team, welches den 1. Platz zu Ende der regulären Saison erreichte, qualifiziert sich automatisch für das Finale. Im Finale wird jeweils ein Hin- und ein Rückspiel bestritten. Die Auswärts-Torregelung zählt hierbei nicht. Der Gewinner der beiden Spiele wird WK-League Meister. Alle Spiele der WK-League sind kostenlos für Zuschauer.

### Meistertitel
| Mannschaft                       | Titel | Jahr(e)                                              | Vizemeister | Jahr(e)                |
| -------------------------------- | ----- | ---------------------------------------------------- | ----------- | ---------------------- |
| Incheon Hyundai Steel Red Angels | 9     | 2013, 2014, 2015, 2016, 2017, 2018, 2019, 2020, 2021 | 4           | 2009, 2010, 2011, 2012 |
| Icheon Daekyo WFC                | 3     | 2009, 2011, 2012                                     | 3           | 2014, 2015, 2016       |
| Suwon UDC WFC                    | 1     | 2010                                                 | 1           | 2019                   |
| Gyeongju KHNP WFC                | -     | -                                                    | 3           | 2018, 2020, 2021       |
| Seoul WFC                        | -     | -                                                    | 1           | 2013                   |
| Hwacheon KSPO WFC                | -     | -                                                    | 1           | 2017                   |

### Meisterschaftsturnier – Finale
| Saison | Meister                          | Ergebnis         | Vizemeister                      | Hinspiel | Rückspiel |
| ------ | -------------------------------- | ---------------- | -------------------------------- | -------- | --------- |
| 2009   | Goyang Daekyo Kangaroos WFC      | 02:0             | Incheon Hyundai Steel Red Angels | 01:0     | 01:0      |
| 2010   | Suwon FMC WFC                    | 02:1             | Incheon Hyundai Steel Red Angels | 00:1     | 02:0      |
| 2011   | Goyang Daekyo Noonnoppi WFC      | 05:3             | Incheon Hyundai Steel Red Angels | 02:2     | 03:1      |
| 2012   | Goyang Daekyo Noonnoppi WFC      | 03:2             | Incheon Hyundai Steel Red Angels | 00:1     | 03:1      |
| 2013   | Incheon Hyundai Steel Red Angels | 04:2             | Seoul WFC                        | 01:1     | 03:1      |
| 2014   | Incheon Hyundai Steel Red Angels | 01:0             | Goyang Daekyo Noonnoppi WFC      | 01:0     | 00:0      |
| 2015   | Incheon Hyundai Steel Red Angels | 01:1 (4:3 n. E.) | Icheon Daekyo WFC                | 00:0     | 01:1      |
| 2016   | Incheon Hyundai Steel Red Angels | 04:0             | Icheon Daekyo WFC                | 00:0     | 04:0      |
| 2017   | Incheon Hyundai Steel Red Angels | 06:0             | Hwacheon KSPO WFC                | 03:0     | 03:0      |
| 2018   | Incheon Hyundai Steel Red Angels | 05:4             | Gyeongju KHNP WFC                | 00:3     | 05:1      |
| 2019   | Incheon Hyundai Steel Red Angels | 01:0             | Suwon UDC WFC                    | 00:0     | 01:0      |
| 2020   | Incheon Hyundai Steel Red Angels | 02:0             | Gyeongju KHNP WFC                | 00:0     | 02:0      |
| 2021   | Incheon Hyundai Steel Red Angels | 02:1             | Gyeongju KHNP WFC                | 01:1     | 01:0      |
| 2022   | Incheon Hyundai Steel Red Angels | 02:0             | Gyeongju KHNP WFC                | 00:0     | 02:0      |